# شملول (مسلسل)
مسلسل شملول، مسلسل كوميدي مصري من بطولة الفنان محمد صبحي، حيث قام بتنفيذه، تم عرضه في عام 1999.

## عن المسلسل
رغم أن المسلسل من بطولة نجم كبير له جمهوره العريض، إلا أنه لم يلق اهتماماً كبيراً من الجمهور. ولم يشترك في المسلسل الكثير من الممثلين، حيث أن شخصية بطل المسلسل مشابهة لشخصية المسلسل الكوميدي البريطاني مستر بين.

## الممثلين المشاركين
- ميرنا المهندس
- أحمد سامي عبد الله
- عزت أبو عوف
- محمد أبو داوود